# Gilles Ménage

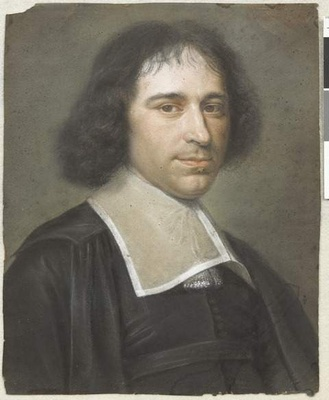
Gilles Ménage (zugeschrieben); 1666

Gilles Ménage (Aegidius Menagius, * 15. August 1613 in Angers; † 23. Juli 1692 in Paris) war ein französischer Literat und Philologe.

## Leben
Ménage stammte aus einer Juristenfamilie und studierte Rechtswissenschaft, um wie sein Vater und sein Großvater (der sich auch als juristischer Autor betätigt hatte) Anwalt zu werden. Zwar erhielt er die Zulassung als Anwalt am Parlement von Paris, doch gab er, anscheinend aus gesundheitlichen Gründen, die Juristerei auf, noch ehe er sie recht begonnen hatte. Er ließ sich die Niederen Weihen erteilen und erhielt die Pfründe eines Kommendatarabtes in Montdidier (Picardie), die ihm ein gewisses Einkommen sicherte, aber keine Präsenz vor Ort verlangte, so dass er als l’Abbé Ménage, wie er nun hieß, seinen literarischen und philologischen Interessen nachgehen konnte.
Während einiger Jahre zählte er zum engeren Umfeld von Jean-François Paul de Gondi, dem umtriebigen Koadjutor und designierten Nachfolger des Erzbischofs von Paris und künftigen Kardinal de Retz. Hier fand er Gelegenheit, ein Beziehungsnetz in intellektuell interessierten Pariser Kreisen zu spinnen. So verkehrte er im Salon der Romanautorin Madeleine de Scudéry, wo er u. a. die junge Marquise de Sévigné kennenlernte und eine gelehrige Schülerin fand in Gestalt der jugendlichen Marie-Madeleine Pioche de la Vergne, der späteren Romanautorin Madame de La Fayette.
Nach 1648 zerstritt er sich mit seinem Gönner Gondi und zog in das Domherrenstift von Notre-Dame de Paris. Hier hielt er einen literarischen Salon, den er Mercuriales (=die Mittwöchlichen) nannte, weil Mittwoch (lat. dies Mercurii) der Jour fixe der Treffen war. Hier verkehrten u. a. die Literaten Jean Chapelain, Paul Pellisson, Valentin Conrart und Jean-François Sarasin.
Ménage schrieb französisch, italienisch und lateinisch. Ein ständiges Thema seiner Dichtungen (Madrigale, Eklogen, Episteln, Epigramme) war die Verehrung der Frauen. Auf sein Wirken soll die Verbreitung der bouts-rimés in den Salons zurückgehen, die wie andere Modeliteratur ins Umfeld der Preziosität gerechnet werden.
Er war Mitglied der Gelehrten- und Literatenvereinigung der florentiner Accademia della Crusca. Seine Werke Le origini della lingua italiana (1685) und Dictionnaire étymologique ou Origines de la langue françoise (1694) waren später für den Begründer der Romanischen Sprachwissenschaft, Friedrich Diez, wichtige Quellen.
Aufgrund seines streitbaren Charakters hatte er zahlreiche Gegner, z. B. den Philologen Claude Favre de Vaugelas, gegen den er in seinen Observations sur la langue française über den richtigen Sprachgebrauch polemisierte. Molière nahm ihn zum Vorbild für die Figur des pedantischen Gelehrten Vadius in Les femmes savantes (1672). Auch von Nicolas Boileau wurde Ménage verspottet in den Satires.
Seine Gedanken und Bonmots wurden 1693 in einem postumen Sammelwerk, den Menagiana, herausgegeben.

## Werke
- Poemata latina, gallica, graeca, et italica (1656)
- Origini della lingua italiana (1669)
- Dictionnaire étymologique (1650 und 1670)
- Observations sur la langue française (1672–1676). Herausgegeben von Marc Bonhomme. Classiques Garnier, Paris 2022.
- Histoire de Sablé (1683)
- Anti-Bailet (1690)
- Historia mulierum philosopharum (1690; frz. Histoire des femmes philosophes. Paris 2003; dt. Geschichte der Philosophinnen. Herausgegeben von Christian Kaiser und Sandra Plastina Ricklin. Hamburg 2019, ISBN 978-3-7873-3447-6)
- Menagiana (1693)